# Phyllophaga quercus
Phyllophaga quercus är en skalbaggsart som beskrevs av August Wilhelm Knoch 1801. Phyllophaga quercus ingår i släktet Phyllophaga och familjen Melolonthidae. Inga underarter finns listade i Catalogue of Life.